# منطقه اداری ۲ (عفر)
منطقه اداری۲ (به لاتین: Administrative Zone 2 (Afar)) یک سکونتگاه مسکونی در اتیوپی است که در منطقه عفر واقع شده‌است.

## خصوصیات
منطقه اداری۲ ۱۸٬۰۶۸٫۳۴ کیلومترمربع مساحت و ۳۹۱٬۴۶۷ نفر جمعیت دارد.